# Joey Groenbast
Joey Groenbast (Zoetermeer, 4 mei 1995) is een Nederlands voetballer die als rechter verdediger speelt.
Van 2016 tot 2019 speelde bij Go Ahead Eagles. Daarvoor speelde hij in de jeugd van Go Ahead Eagles, Sparta Rotterdam en Feyenoord. Op 4 maart 2016 liet trainer Hans de Koning hem als rechtsback debuteren in de thuiswedstrijd tegen FC Emmen (0-0). In februari 2020 ging hij in Australië voor Sutherland Sharks spelen in de National Premier Leagues NSW.